# Cyrtodactylus papuensis
Cyrtodactylus papuensis este o specie de șopârle din genul Cyrtodactylus, familia Gekkonidae, ordinul Squamata, descrisă de Brongersma 1934. Conform Catalogue of Life specia Cyrtodactylus papuensis nu are subspecii cunoscute.